# Fornalutx
Fornalutx (em catalão e oficialmente; em castelhano: Fornaluch) é um município da Espanha na ilha de Maiorca, província e comunidade autónoma das Ilhas Baleares. Tem 19,5 km² de área e em 2021 tinha 682 habitantes (densidade: 35 hab./km²).
É uma das aldeias mais visitadas de Maiorca, na serra de Tramontana, no vale de Sóller. Fornalutx tem origem árabe, visível nas suas ruas estreitas, de traçado irregular. Esta povoação tem saída para o mar, pela desembocadura do Torrent de na Mora. Pertence à rede das Aldeias mais bonitas de Espanha.

## Demografia

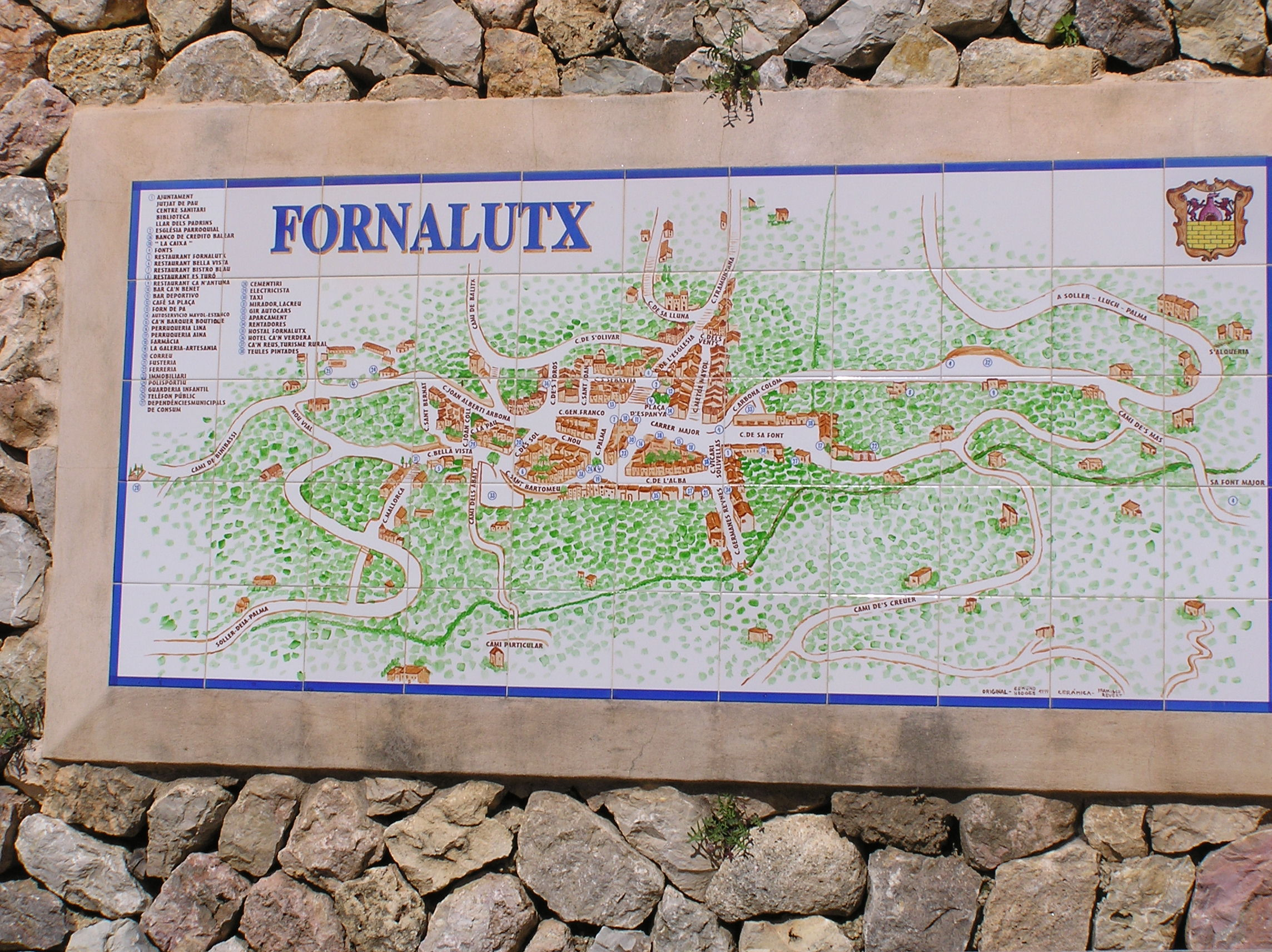
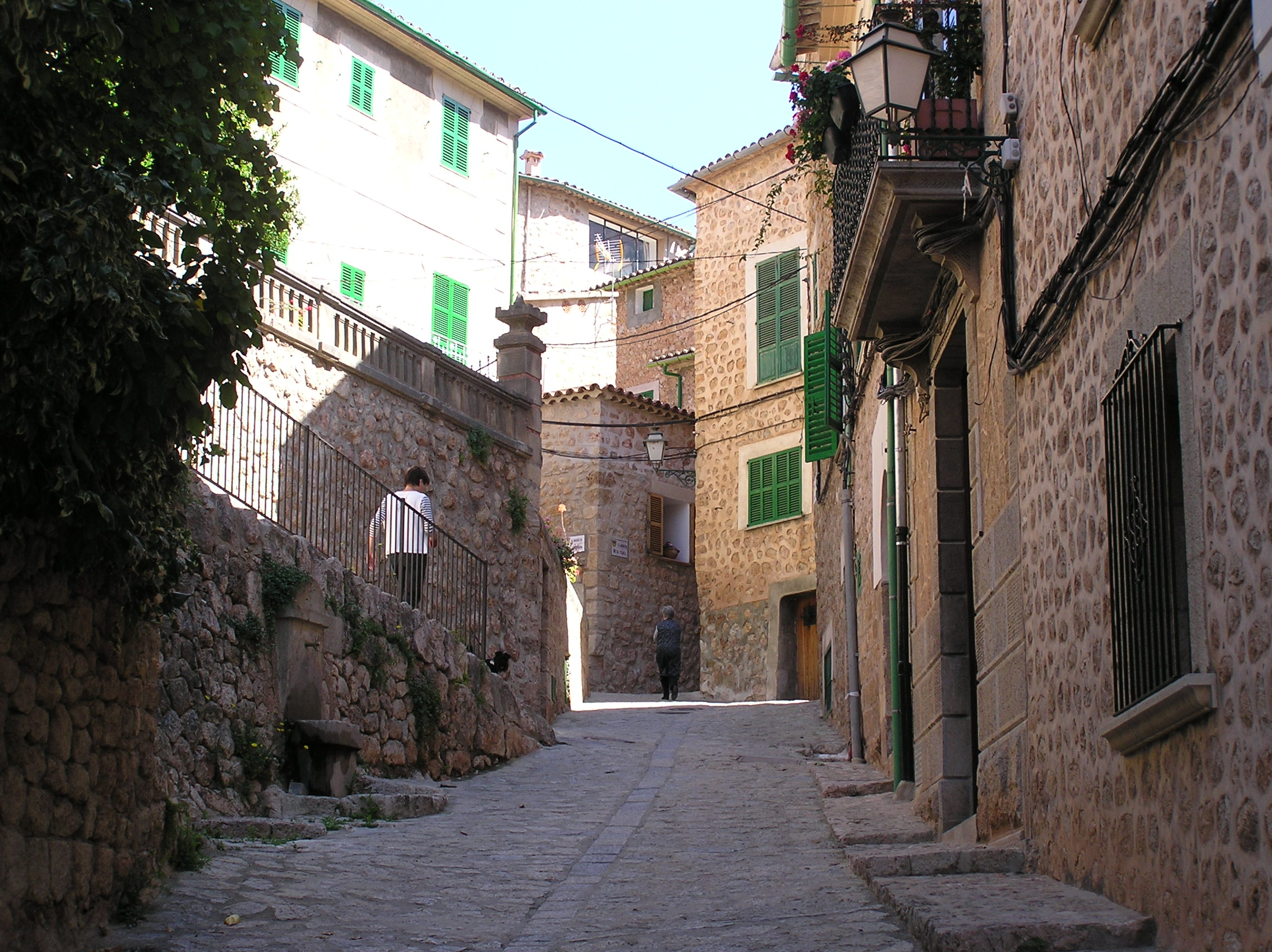
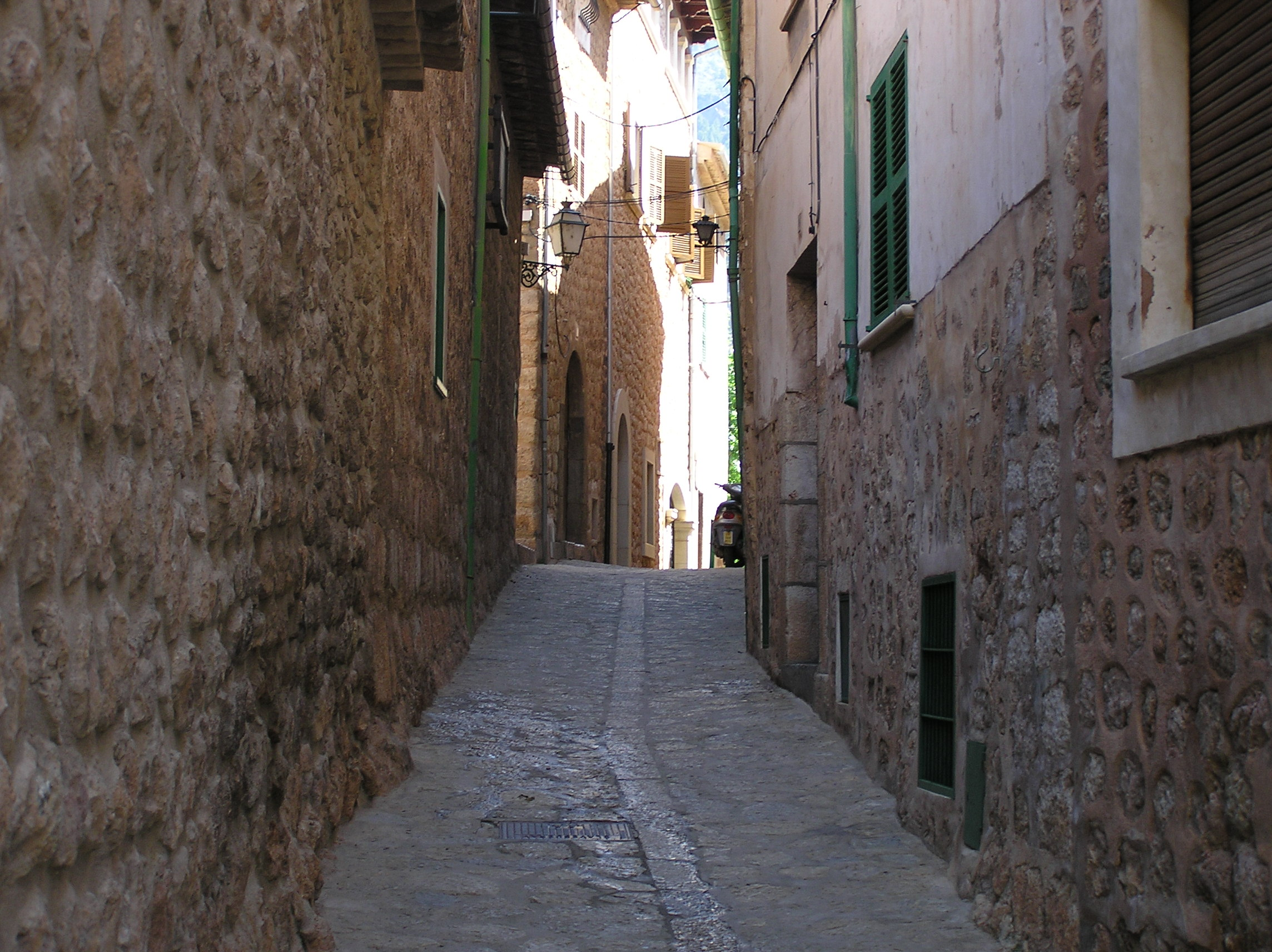
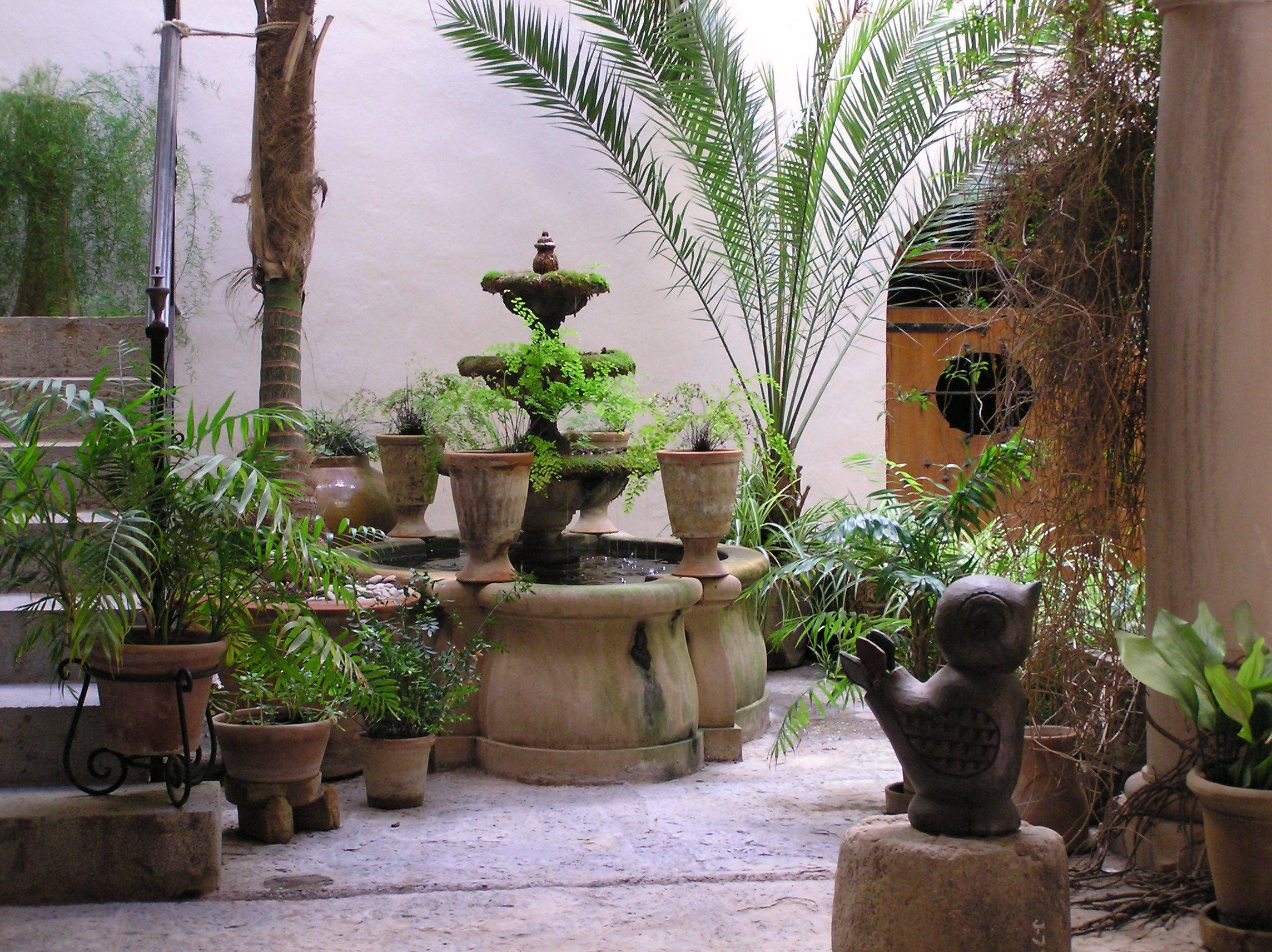

| Variação demográfica do município entre 1991 e 2004 [carece de fontes?] | Variação demográfica do município entre 1991 e 2004 [carece de fontes?] | Variação demográfica do município entre 1991 e 2004 [carece de fontes?] | Variação demográfica do município entre 1991 e 2004 [carece de fontes?] |
| ----------------------------------------------------------------------- | ----------------------------------------------------------------------- | ----------------------------------------------------------------------- | ----------------------------------------------------------------------- |
| 1991                                                                    | 1996                                                                    | 2001                                                                    | 2004                                                                    |
| 562                                                                     | 507                                                                     | 618                                                                     | 679                                                                     |